# Runcurel, Gorj
Runcurel este un sat în comuna Mătăsari din județul Gorj, Oltenia, România.
După Găleșoaia, Timișeni, Poiana-Rovinari, Bohorel și alte sate mai puțin cunoscute, satul Runcurel  din apropierea Mătăsariului este pe cale să dispară pentru a face loc lucrărilor de exploatare a cărbunelui. Lucrările sunt atât de avansate încât foarte curând mineri din bazinele Motru și Jilț își vor da întâlnire chiar deasupra acestei așezări. Că lucrurile nu s-au înfăptuit deja, că satul nu a dispărut deja, se datorează-spun localnicii-doar faptului că mineritul nu a dispus de resursele financiare necesare operațiunilor de strămutare. Cei rămași sunt conștienți că mai devreme sau mai târziu vor trebui să plece dar încă speră. Deși nu o mărturisesc cu glas tare, oamenii încă speră într-o minune, unii și-au arat ogorul, alții au tăiat via și unul, mai temerar, pregătește o grădină nouă chiar lângă drumul betonat și foarte deteriorat care străbate satul.

## Istoric
Potrivit documentelor de arhivă, satul Runcurel(u), la fel ca și Brădețel și Croici din aceeași zonă, datează din secolele XV-XVII. Așezarea este situată la vest de Mătăsari, de-a lungul văilor Sbârcea, Runcurel și Valea lui Stan, pe grindurile dealurilor Brusturelui și Cireșului. Din nefericire, o asemenea descriere o mai pot face doar localnicii, excavatoarele uriașe schimbând deja geografia zonei în ultimii ani.
Potrivit specialiștilor, numele satului ar veni de la masivele defrișări de păduri din zonă-runcuri. Sătenii din Runcurel au fost împroprietăriți masiv, peste 150 de hectare, în urma legilor date de Alexandru Ioan Cuza.
Până în 1956, satul Runcurel a aparținut de comuna Brădet, apoi de Mătăsari după desființarea acesteia.
În satul Runcurel în 1977 erau un număr de 216 locuințe și 659 locuitori iar în 2002 erau 219 locuințe și 863 locuitori. De aici a început declinul, de la peste 200 de locuințe în urmă cu mai puțin de două decenii, acum mai sunt doar câteva locuite iar alte zeci au fost deja demolate pentru a face loc lucrărilor miniere.

## Biserica din Runcurel și cimitirul
La Runcurel asistăm la un paradox, deși satul mai trăiește doar prin câțiva locuitori care încă nu au părăsit zona, cimitirul și biserica arată impecabil. 
Biserica de lemn, tencuită în ultimele decenii, datează din anul 1890 și are hramul „Sf. Ioan Botezătorul”. Dr. Albinel Firescu, șef de secție în cadrul Muzeului Județean „Alexandru Ștefulescu”, mărturisea despre acest loc special:
„Cimitirul satului este cel mai viu loc al comunităţii, deşi e pe cale să fie ucis. De fapt, este un soi de mişcare de rezistenţă împotriva exploatării miniere învecinate. Încă de la intrare, te întâmpină o poartă maiestuoasă, rudă bună a troiţelor cu cruci multiple. În dreapta, monumentele eroilor căzuţi în al Doilea Război Mondial, unul chiar pe 23 august 1944. Toate onorate cum se cuvine. Restul cimitirului – curat şi luminos, unde nu au fost bolţi, delimitările sunt făcute cu  pietre văruite, frecvenţa florilor şi a lumânărilor anunţând un pelerinaj permanent. Şi, foarte interesant, multe  colinde – un obicei unic. În fiecare dimineaţă a ajunului de Crăciun, copii şi rude ai celor înveşniciţi merg şi înfig la căpătâiul bunicilor colinde ca ofrandă. Astfel de colinde se dau şi de pomană pentru sufletele adormiţilor, apoi se împart colindeţii. La Runcurel, băţul de alun ornamentat, prin afumare, cu două spirale ce se întretaie în sens opus şi lasă să se vadă, ca negativ, celebrul romboid –  sămânţa vieții, se numește „colindă” şi nu „piţărău”, ca în alte părţi ale Gorjului. Motivele de decor, cele două spirale, sunt respectate cu sfinţenie, reprezentând, de  fapt, o prelungire, o reînnoire a stâlpului funerar. Motivul romboidal a fost preluat în arta modernă cu acelaşi sens de renaştere, înţelesul desluşindu-l tot un copil de la ţară - Constantin Brâncuşi.
Biserica, din punct de vedere simbolic, este centrul  satului. Acolo se întâlnesc oamenii, se reînnoadă legături, se petrec generaţii. Pisania Bisericii „Sf. Ioan Botezătorul” anunţă anul de început 1886 şi refaceri succesive „pre cum se vede”. Figurile blânde ale Sf. Arhangheli Mihail şi Gavriil reprezintă zugrăvirea caldă  a picturii ţărăneşti. Fresca e afumată de miile de lumânări  de un secol şi jumătate. ”.

## Casa Culă Eftimie Nicolaescu

### Istoric
Casa cu elemente fortificate specifică secolului XIX poartă numele fostului proprietar, Eftimie Nicolaescu, locuitor al satului Runcurel.
Dacă în anul 2010 clădirea era încă în picioare, astăzi acoperişul este prăbuşit.

### Descriere
Clădirea este din lemn cu două niveluri şi acoperiş învelit cu şindrilă. Parterul prezintă un beci şi o săliţă cu scara care face legătura cu etajul. Etajul este alcătuit din două camere şi cerdac cu stâlpi cu decoraţiuni din lemn. Casa a fost tencuită probabil în secolul XX.